# Jean Lion (résistant)
Pour les articles homonymes, voir Jean Lion et Lion (homonymie).
Jean Lion est un industriel et résistant français, troisième mari de Joséphine Baker, né le 6 septembre 1910 à Paris et mort le 18 novembre 1957 à Paris.
Négociant en sucre (Jean Lion et Cie), aviateur, il épouse l'artiste le 30 novembre 1937 à Crèvecœur-le-Grand (mariage dissout le 2 avril 1941). Joséphine Baker acquiert à cette occasion la nationalité française,.
Jean Lion était d'origine juive. Comme l'écrit Pierre-André Meyer, l'étude de son ascendance montre l'appartenance de ses parents au « judaïsme profond » de l'Est de la France.
Joséphine Baker se serait convertie temporairement au judaïsme en l'épousant.
Cependant, c'est pour sa conduite durant la Seconde Guerre mondiale que Jean Lion se distingue particulièrement. Il reçut plusieurs décorations : la Légion d’Honneur, la Croix de Guerre 39/45 et la Médaille de la Résistance française.

## De la Résistance à l'Armée française de la Libération
Avec la défaite de 1940, Jean Lion quitte la zone occupée et prend fait et cause pour la France libre. On peut lire dans son dossier de médaillé de la Résistance française :
"a milité, dès 1941, en Algérie à la tête du mouvement clandestin COMBAT. A pris une part active à la création de ses sections clandestines et mené campagne en faveur de la Résistance dans l’Empire"
On lui confie donc des missions d’organisation et de propagande. Il est alors le secrétaire de René Capitant (futur ministre du général de Gaulle). Après l’opération Torch et le débarquement des Alliés en Afrique du Nord en novembre 1942, Jean Lion s’engage au Corps Franc d'Afrique. Il est grièvement blessé, probablement dans les affrontements de la campagne de Tunisie, contre les forces de l’Axe. :
"fracture du crâne au cours d’un coup de main"
Le décret de nomination au grade de chevalier de la Légion d’honneur décrit la suite en ces termes :
"grièvement blessé, puis réformé, est venu militer à nouveau à COMBAT en attendant l’heure de pouvoir reprendre les armes. Parti avec la 1ère Armée Française, s’est signalé une fois de plus, par son ardeur et son courage."
Affecté à la 2e division d’infanterie marocaine, il participe à la libération de l’Europe. Il est cité avec attribution de la Croix de Guerre pour s’être :
"particulièrement signalé dans les affaires de novembre et décembre 1944, au moment des combats de BELFORT, BITSCHWILLER et THANN"
Ainsi, de 1941 à 1945, Jean Lion lutte avec constance contre la domination nazie. Il meurt prématurément en 1957 de l'épidémie de grippe asiatique.[citation nécessaire]